# 台儿庄区
台儿庄区是山东省枣庄市的一个市辖区。位于津浦路台枣（莊）支线及台潍（坊）公路的交叉点上，扼大运河的咽喉，是徐州的门户，在军事上具有重要地位。此地因1938年春國軍在此血战擊退侵华日军而聞名，史称「台儿庄大捷」。區人民政府駐金光路75号。
2009年台儿庄被国台办确定为中国首个“海峡两岸交流基地”。
2011年台儿庄荣膺“十大齐鲁文化新地标榜首”。

## 行政区划
台儿庄区下辖1个街道办事处、5个镇：
运河街道、邳庄镇、张山子镇、泥沟镇、涧头集镇和马兰屯镇。

## 人口
根据第七次全国人口普查数据，截至2020年11月1日零时，台儿庄区常住人口为305102人。截至2022年底，全区总人口338577人，总户数109116户，其中男性177852人，占总人口的52.53%；女性160725，占总人口的47.47%。城镇人口113894人，占总人口的33.64%；乡村人口224683人，占总人口的66.36%。

## 地理
台儿庄区地处枣庄市最南部，山东、江苏两省交界处，东、南部与江苏省毗邻，西南、西部与徐州市，济宁市相连，北、东北部与峄城区接壤，素有“山东南大门”之称。辖区地跨东经117°23'～117°50'，北纬34°28'～34°44'之间，东西最长距离37.2千米，南北最宽距离28.75千米，总面积538.5平方千米。境内地势南、北部高，中部低，自西向东渐低，呈倾斜状。西南部为连绵起伏的低山丘陵，北部为平原，中部和东部较低洼。

### 气候
台儿庄区属暖温带大陆性季风气候区，四季分明、日照充足、热量丰富、无霜期长。全年平均气温14℃，年平均降水量794毫米。

### 水资源
地下水资源丰富，主要补给来源于大气降水、也有一部分来源于小水库、塘坝等蓄水工程和河川径流，全区多年平均地下水资源量5975万立方米，多年平均可开采量4559万立方米。

### 土壤
台儿庄区土质和土壤性状偏好，适宜多种作物生长，土壤含钾量丰富，但含磷偏低。

## 交通
京福高速公路、206国道和京沪高速铁路穿境而过。附近有徐州观音、临沂、济宁、连云港4个机场。有枣庄、徐州、滕州3个高铁站。石臼、岚山、连云港3个海港。

## 景点
城区内主要景点包括台儿庄运河古城、台儿庄大战纪念馆、李宗仁史料馆、贺敬之文学馆、清真寺、战史陈列馆等。
台儿庄生态环境优美。城区驻地环城河、古运河（月河）交错，全区绿化覆盖率达到30.6%。台儿庄大战纪念馆被列为全国百家爱国主义教育基地和百家红色旅游经典景区、全国30条红色旅游精品线路。城区内3公里明清古运河，被世界旅游组织称为“活着的运河”、“京杭大运河仅存遗产村庄”。